# هرمان فون‌فلینگ
هرمان فون‌فلینگ (آلمانی: Hermann von Fehling؛ ۹ ژوئن ۱۸۱۲ – ۱ ژوئیهٔ ۱۸۸۵) یک شیمی‌دان اهل آلمان بود.